# Елисеев, Виктор Петрович
Ви́ктор Петро́вич Елисе́ев (род. 9 июня 1950, Москва, СССР) — советский и российский хоровой дирижёр и педагог. Начальник — художественный руководитель и главный дирижёр Академического ансамбля песни и пляски войск национальной гвардии РФ (с 1985 года), Народный артист РСФСР (1988), заслуженный артист Дагестана (2009), Герой Труда Российской Федерации (2025), генерал-майор внутренней службы.

## Биография
Родился 9 июня 1950 г. в Москве.
Годы службы в армии: 1969—1971 (рядовой).
В 1969 году окончил Государственное музыкально-педагогическое училище им. Октябрьской революции (ныне МГИМ им. А. Г. Шнитке; 1965—1969).
В 1976 году окончил Государственный музыкально-педагогический институт им. Гнесиных по классу хорового дирижирования (1969—1976).
В Академическом ансамбле песни и пляски войск национальной гвардии РФ работает на разных должностях со времени основания (1973 г.):
- хормейстер (1973—1977)
- главный хормейстер — заместитель начальника ансамбля и дирижёра (1977—1985)
- начальник — художественный руководитель (с 1985 г.)
- руководитель Культурного центра МВД России (с 1995 г. по 2015 г.)

Специальное звание генерал-майор внутренней службы присвоено за работу в качестве руководителя ансамбля.
Профессор Московской Государственной Консерватории им. П. И. Чайковского (с 1998 г.).
Увлекается спортом (бокс, волейбол, футбол), имеет спортивный разряд.
Живёт и работает в Москве.
Исполнил и записал песню Андрея Комарова к фильму «Вторые» (2010) «Мы оставались на войне».

## Семья
- Отец — Елисеев Пётр Фёдорович (1913 г.р.)
- Мать — Елисеева Серафима Евграфовна (1928 г.р.)
- Первая жена — Елисеева Марина Васильевна (1945 г.р.),
  - Дочь — Елисеева Юлия Викторовна (1972 г.р.)
- Вторая жена — Елисеева Ирина Викторовна (1951 г.р.)[2][3][4]
- Третья жена — Елисеева Наталия Владимировна (1974 г.р.)[2][3][4] Народная артистка России — солистка Академического ансамбля песни и пляски войск национальной гвардии РФ[5].
  - Дочь — Елисеева Варвара Викторовна (2011 г.р.)

## Награды
- Герой Труда Российской Федерации (25 марта 2025 года) — за особые заслуги в развитии отечественной культуры, музыкального искусства и многолетнюю плодотворную работу[6]
- Народный артист РСФСР (1988 год)
- Народный артист Республики Северная Осетия — Алания (2005 год)
- Народный артист Карачаево-Черкесской Республики (2008 год)
- Народный артист Республики Адыгея (2008 год)
- Заслуженный артист РСФСР (1981 год)
- Заслуженный артист Республики Северная Осетия — Алания (1998 год)
- Заслуженный артист Кабардино-Балкарской Республики (2018 год)
- Заслуженный работник культуры Агинского Бурятского автономного округа (2007 год)
- Орден «За заслуги перед Отечеством» IV степени[7]
- Орден Александра Невского[7]
- Орден Почёта (6 ноября 2001 года)[7]
- Орден Дружбы (10 ноября 2005 года)[7]
- Орден Святого благоверного князя Даниила Московского II и III степени (2002)
- Орден «За заслуги перед Республикой Дагестан» (7 июня 2021 года, Дагестан) — за большой вклад в развитие культуры и искусства, плодотворную творческую деятельность[8]
- Орден «За заслуги» (2008 год, Ингушетия)[9]
- Орден «Дуслык» (2025 год, Татарстан)[10]
- Медаль «За заслуги перед Чеченской республикой» (17 июня 2008 года, Чечня) — за заслуги в развитии культуры и искусства, высокопрофессиональное мастерство, получившее общественное признание[11]
- Медаль Леонардо да Винчи «За выдающиеся заслуги перед народами»
- Медаль МВД «За заслуги в управленческой деятельности» III степени
- Медаль «За боевое содружество» (2005 год)
- Медаль «За доблесть в службе» (2003 год)
- Золотая медаль лауреата премии имени Константина Симонова (2011 год) — За заслуги и большой личный вклад в военно-патриотическое воспитание молодежи
- Медаль «100 лет образования Татарской Автономной Советской Социалистической Республики» (2023 год)
- Медаль «За заслуги перед Ставропольским краем» (2002 год)
- Медаль «За вклад в укрепление правопорядка» (2015 год)
- Медаль «За отличие в воинской службе» II степени (1981 год)
- Медаль «Во славу Осетии» (2008 год)
- Медаль «За работу с органами предварительного следствия» (2008 год)
- Нагрудный знак «Почетный знак директора Росгвардии» (2023 год)
- Заслуженный артист Дагестана (29 декабря 2009 года) — за заслуги перед республикой и многолетний добросовестный труд[12]
- Почётная грамота Президента Российской Федерации (11 ноября 2011 года) — за заслуги в развитии отечественной культуры и многолетнюю творческую деятельность[13]
- Премия Министерства внутренних дел Российской Федерации (2005 год)[7]